# Ophion gelus
Ophion gelus är en stekelart som beskrevs av Ian D. Gauld 1977. Ophion gelus ingår i släktet Ophion och familjen brokparasitsteklar. Inga underarter finns listade i Catalogue of Life.